# Длугополе-Дольне
Длугополе-Дольне (пол. Długopole Dolne) — село в Польщі, у гміні Бистшиця-Клодзька Клодзького повіту Нижньосілезького воєводства.
Населення — 369 осіб (2011).
У 1975-1998 роках село належало до Валбжиського воєводства.

## Демографія
Демографічна структура станом на 31 березня 2011 року:
|          | Загалом | Допрацездатний вік | Працездатний вік | Постпрацездатний вік |
| -------- | ------- | ------------------ | ---------------- | -------------------- |
| Чоловіки | 173     | 29                 | 135              | 9                    |
| Жінки    | 196     | 34                 | 130              | 32                   |
| Разом    | 369     | 63                 | 265              | 41                   |